# MOROP
MOROP是歐洲的鐵道模型非營利性組織，成立於1954年，總部位於瑞士伯恩州伯尔尼。該組織宗旨在於制定鐵道模型的規範（歐洲鐵道模型標準規格，簡稱NEM規格）。

## 外部連結
- MOROP官網 （页面存档备份，存于）